# Crampe
Ne doit pas être confondu avec crampe abdominale.
Une crampe est une contraction involontaire douloureuse et temporaire d'un muscle. Les crampes surviennent plus souvent au niveau des fléchisseurs des bras ou des jambes (ex. : crampe des gastrocnémiens, des fléchisseurs du pied), chez 37 % de la population générale selon les données disponibles vers 1990. Certaines crampes (dites idiopathiques) surviennent selon un mécanisme encore incompris, ce qui explique que les options de traitement actuelles sont limitées.

## Histoire
Médicalement, les crampes ont dans le passé été attribuées à des causes variées (fatigue musculaire, stress psychosomatiques, déshydratation, problèmes de statique, troubles vasculaires, myogéniques ou neuraux). 
Depuis la fin des années 1980, « la recherche neurophysiologique moderne laisse peu de doute sur le fait que la véritable crampe musculaire est causée par une hyperactivité explosive des nerfs moteurs. Plusieurs mécanismes peuvent être impliqués dont la désinhibition spinale, l'excitabilité anormale des terminaisons nerveuses motrices et la propagation de la contraction musculaire par transmission éphaptique ou réflexes axonaux ».
À la fin des années 2010, selon Nakanishi et al. (2019), « la physiopathologie exacte des crampes musculaires reste mal comprise. Et des traitements efficaces n'ont pas été établis », mais la recherche poursuit ses efforts.

## Description
Une crampe est une contraction involontaire, passagère et douloureuse, visible et palpable, de tout ou partie d'un seul muscle ou d'un faisceau de muscles qui agissent souvent ensemble (comme les muscles du mollet ou les muscles qui fléchissent plusieurs doigts adjacents).
Elle débute brutalement ; elle est brève (quelques minutes ; au-delà on parle de tétanie) ; elle  entraîne une impotence totale au niveau du groupe musculaire atteint ; elle survient au repos, souvent pendant le sommeil, mais parfois également après une contraction volontaire d'un muscle déjà en position de raccourcissement maximal ; elle cède le plus souvent spontanément, et/ou progressivement en étirant le muscle considéré.

## Saisonalité
Des indices (variations temporelle des prescriptions de quinine et des recherches sur Internet liées aux crampes du mollet) laissent penser que le risque de crampe double au milieu de l'été par rapport au milieu de l'hiver, pour des raisons encore non complètement élucidées.

## Mécanismes
Plusieurs mécanismes peuvent conduire à la crampe : 

### Lors de la phase de la relaxation musculaire
Lors de la phase de la relaxation musculaire, la concentration en calcium intracellulaire diminue à la suite de l'action couplée de trois transporteurs : 
- le transporteur actif SERCA (ou pompe SERCA), qui est situé sur la membrane du réticulum sarcoplasmique, assure le transport d'ions calcium vers celui-ci. SERCA est responsable de l'évacuation de 60 % du calcium cytosolique,
- le transporteur actif PMCA (ou pompe PMCA), qui est situé sur la membrane cellulaire, assure l'expulsion du calcium vers le tissu interstitiel. PMCA ne fixe pas le calcium mais la calmoduline. Il est responsable de l'évacuation de 10 % du calcium cytosolique,
- le transporteur actif secondaire NCX (antiport Ca2+/3 Na+), qui est situé sur la membrane cellulaire, assure l'évacuation de 30 % du calcium cytosolique ;

### Lorsque le gradient sodique (Na+) extracellulaire diminue
Lorsque le gradient sodique (Na+) extracellulaire diminue (à la suite d'une perte d'eau par sudation ou par hyperhydratation lors d'un entrainement sportif par exemple), l'activité de l'échangeur NCX Ca2+/3 Na+ diminue, conduisant progressivement à une accumulation de calcium dans la cellule. La concentration calcique intracellulaire jouant un rôle primordial dans la contraction (par le mécanisme de fixation du calcium par la sous-unité TnC de la troponine), il en résulte une contraction involontaire prolongée de la cellule musculaire, et par extension, du muscle squelettique concerné.

### Lors d'un effort physique
Lors d'un effort physique, la sueur excrétée a pour fonction de maintenir la température corporelle à 37 °C. Cependant, la perte d'eau est accompagnée d'une perte en sodium Na+. La crampe d'effort (crampes pendant le sport) est parfois la conséquence d'une surcharge en calcium dans le muscle, engendrée par un manque de sodium circulant dans l'organisme, ce pourquoi lors d'efforts d'endurance, il est conseillé d'avoir un léger apport en sel pour minimiser le risque de crampe. « Les coureurs de marathon qui ont des crampes en compétition ne diffèrent pas dans leurs électrolytes sériques de ceux qui n'en ont pas », note Michael Behringer (Professeur de sciences du sport à l'Université Goethe de Francfort en Allemagne) ; la perte par transpiration de magnésium, potassium et/ou sodium peut contribuer aux crampes mais d'autres facteurs sont en jeu, et ingérer plus d'électrolytes est le plus souvent inefficace pour éliminer le risque de crampe.

### Pour Scott Garrison
Pour Scott Garrison (professeur à l'Université de l'Alberta), il ne s'agit pas d'un trouble musculaire, mais plutôt d'un trouble des motoneurones, ayant peut être une origine — selon Behringer — dans l'organe tendineux de Golgi (GTO, une structure nerveuse présente dans tout le corps là où les fibres musculaires sont fixées aux tendons. Le GTO aurait selon lui un rôle tampon de l'activité électrique - limitant le type « d'excitabilité » qui crée la contraction musculaire. Quand le contrôle du GTO est inhibé, le motoneurone alpha (essentiellement, l'interrupteur marche / arrêt du muscle) dans la moelle épinière peut électriquement surexciter le muscle au delà d'un seuil qui est celui qui produit la crampe. Toute inhibition de l'activité des motoneurones peut également entraîner le type de discombobulation électrique qui cause la crampe musculaire, expliquant la fréquence des crampes lors de maladies neurologiques dégénératives telle que la SLA ou en cas de diabète de type 2 (associé à des lésions nerveuses) ou simplement lors du vieillissement (associé à une perte de motoneurones, à partir de la cinquantaine).

## Étiologie

### Crampes essentielles
Les crampes essentielles (ou idiopathiques) sont plus fréquentes chez le sportif et chez les personnes âgées mais pouvant survenir à tous âges, souvent au repos et la nuit. Elles peuvent être très douloureuses, perturber le sommeil, et parfois se succéder (plusieurs fois par nuit, et/ou plusieurs nuits par semaine). Elles sont sans gravité, mais des douleurs résiduelles peuvent parfois persister ; de quelques heures à une semaine[réf. nécessaire]. Une hyperexcitabilité des nerfs stimulant les muscles pourrait être en cause. La cause réelle de crampes nocturnes est généralement inconnue, mais on leur reconnait généralement une composante neurologique.
Dès la fin des années 1950, on sait expérimentalement induire des crampes et comparer leurs électromyogrammes avec ceux de crampes « spontanées ».
Certaines crampes semblent initiées par un mouvement d’hyper-flexion qui réduit le muscle (ex. : bout du pied pointé, en position couchée dans son lit, ce qui raccourcit le muscle du mollet, site le plus fréquent de crampes musculaires). 
Des variations importantes de température semblent être un facteur de risque contextuel supplémentaire.
Plusieurs causes peuvent parfois s'additionner, dont le plus souvent :
- fatigue musculaire ; chez la personne âgée ou le sportif ou dans d'autres cas, ce type de crampe surgit durant l'activité (exemple : course cycliste) ou plus tard (éventuellement plusieurs heures plus tard). La fatigue musculaire induite par une position inconfortable (assise ou couchée pendant une période prolongée) ou l'usage répété d'un muscle dans une position inhabituelle peuvent provoquer des crampes ;
- déshydratation ;
- apport insuffisant en chlorure de sodium (sel de table) ;
- hyperglycémie[réf. nécessaire] ;
- complication d'une grossesse ;
- abus de café, thé, alcool ou autres excitants ;
- manque de calcium, potassium et magnésium (hypothèse scientifiquement non confirmée)[12] ;
- fatigue[13] ;
- situation d'hémodialyse[14],[15],[16].

### Crampes secondaires
Les crampes peuvent être secondaires à :
- une maladie rénale ;
- une maladie thyroïdienne ;
- une hypokaliémie, hypomagnésémie ou une hypocalcémie ;
- des varices[17], ou une sclérose en plaques[18] ;
- des troubles électrolytiques du liquide interstitiel du muscle peuvent causer des crampes et une tétanie musculaire, en particulier en cas d'hypokaliémie et d'hypocalcémie. Une forte ou longue sudation, non compensée par une prise de sel peut en être la cause (La perte de particules osmotiquement actives à l'extérieur des cellules musculaires entraîne une perturbation de l'équilibre osmotique. Quand elle manque de sel, la cellule active sa pompe à calcium en court-circuitant le lumen du muscle et le réticulum sarcoplasmique ; les ions calcium restent anormalement liés à la troponine (complexe de protéines qui sensibilise les cellules musculaires au calcium, en provoquant leur contraction), entretenant la contraction musculaire ;
- myopathies, myotonie atrophique ;
- radiculonévrite, polyneuropathie, sclérose latérale amyotrophique ;
- neuropathies radiculaires compressives[19], prémices de sciatiques ;
- pathologie surrénalienne ;
- pathologie parathyroidienne ;
- alcoolisme ; cirrhose ; de 29 % à 88 % des patients atteints de cirrhose hépatique subissent des crampes musculaires, source de manque de sommeil et d'une dégradation de la qualité de vie[3],[20] ;
- chaleur excessive et déshydratation (« coup de chaleur ») ;
- aliments enrichis en phytostérols et/ou phytostanols ;
- hyperinsulinémie. Dès 1965, on a remarqué que certaines crampes spontanées dans les jambes pouvaient être associées à un excès d'insuline diabétogénique[21] L'hypoglycémie et l'hypoglycémie réactive sont associés à l'excès d'insuline (ou à un manque de glucagon). La crampe pourrait dans ces cas signer un manque de glucose[3] dans le sang ;
- effet secondaire de médicaments (liste non exhaustive) : fibrates ; statines ; certains bêta-bloquants ; bétamimétiques ; bromocriptine ;  corticoïdes ; diurétiques ; laxatifs ; nifédipine ; pénicillamine ; strontium ; tolcapone ;
- rhabdomyolyse.

## Conséquences
En plus d'être douloureuses, les crampes nocturnes quand elles sont fréquentes sont une source de fatigue (sommeil dégradé), de détresse et d'anxiété.

## Diagnostic différentiel
- Si vous ne connaissez pas le sujet, laissez ce bandeau (vous pouvez alors contacter les auteurs).
- Si vous supprimez le contenu mis en cause (vous pouvez préalablement contacter les auteurs),

argumentez précisément cette suppression dans la page de discussion
(un manque de référence n'est pas un argument ; une recherche réelle de référence doit avoir été effectuée, être formellement documentée).
Il ne faut pas confondre une crampe avec : 
- un spasme musculaire[23] persistant induit par un violent traumatisme (ex coup sur les testicules, au plexus solaire, entorse, fracture...) : dans ce cas le spasme pourrait être un mécanisme de protection de l'organisme, sélectionné au cours de l'évolution.

[réf. nécessaire] ;
- une courbature (douleur résiduelle suivant un effort, ou un travail effectué avec une position inhabituelle du corps) ;
- une dystonie focale d'action ;
- certaines claudications induites par une ischémie ;
- une tétanie (qui peut avoir de nombreuses causes dont empoisonnement) ;
- une myotonie ;
- certaines contractures réflexe et non-douloureuses ;
- une raideur centrale ;
- un claquage musculaire.

## Traitements
Les « crampes de chaleur » ou de déshydratation, dans la majorité des cas peuvent être évitées ou neutralisées par un rééquilibrage de l'équilibre osmotique (notamment du sodium), c'est-à-dire une ingestion d'eau salée (une demi-cuillerée à café par litre).
Une étude clinique randomisée de 2024 a trouvé que la supplémentation en vitamine K2 réduit la fréquence, la sévérité et la durée des crampes nocturnes chez les personnes âgées, sans effets indésirables observés.
Contre les crampes dues à une cirrhose du foie, le zinc, la 1-α-hydroxy vitamine D, la vitamine E, les acides aminés à chaîne ramifiée, la taurine, la l-carnitine, le chlorhydrate d'épérisone, l'albumine intraveineuse et la quinidine sont utilisés avec un certain effet (sans effet pour la vitamine E) mais sans que les mécanismes de ces effets soient bien compris, faute d'études cliniques contrôlées randomisées selon Vidot et al. (2014).
Pour les crampes « essentielles » (idiopathiques), c’est-à-dire sans cause décelées et décelables, il est de coutume : 
- d'étendre et étirer le muscle concerné, sur un sol froid de préférence (techniques de refroidissement et d'étirement passif) ; l'étirement du mollet, une certaine pression sur la jambe, le fait de marcher ou se mettre debout, un bain ou une douche chaude[26] peuvent souvent aider à mettre fin à la crampe[27]. En cas de crampe du mollet, tirer le gros orteil doucement en arrière et étirer le muscle pour provoquer un soulagement presque immédiat ;
- de pratiquer des étirements en journée (par exemple : debout face à un mur situé à un mètre en se penchant en avant pour poser les mains au mur sans décoller les talons du sol) ;
- de s'hydrater (Attention, boire après la déshydratation rend les muscles plus sensibles aux crampes, mais les électrolytes apportés avec l'eau, s'ils sont équilibrés et adéquats, inversent cet effet[28])
- de s'échauffer avant l'effort (par exemple : pour les sportifs ou métiers physiques[29]).

Des médicaments à base de quinine ont obtenu une AMM pour le traitement de certains types de crampes, avec une efficacité démontrée,, mais avec des effets secondaires possibles et une balance bénéfice-risque jugée défavorable pour justifier son utilisation systématique dans l'indication de la crampe essentielle qui est un symptôme bénin bien que douloureux. Parmi les effets secondaires indésirables (aux doses thérapeutiques habituelles) figurent : le cinchonisme (marqué par des acouphènes, une surdité aiguë, une photophobie et d'autres troubles visuels, une dysphorie, des maux de tête, des nausées, des vomissements, des suées, des étourdissements et une hypotension orthostatique), hypoglycémie (due à l'effet stimulant du médicament sur les cellules β pancréatiques ; plus fréquente dans le traitement du paludisme grave), hypotension (généralement liée à la perfusion intraveineuse du médicament), troubles auditifs et visuels (y compris perte irréversible), symptômes gastro-intestinaux, effets cutanés, anomalies de la conduction (léger allongement de l'intervalle QT corrigé, ce qui est rare à moins que les taux plasmatiques ne soient élevés), arythmies et hémolyse (dues à une hypersensibilité ou chez des patients présentant un déficit en G6PD),. Des effets hématologiques rares mais graves voire mortels (purpura thrombocytopénique immunologique et microangiopathie thrombotique médicamenteuse) ou arythmies graves à voire mortelles induites par un surdosage intentionnel ou accidentel. En outre des interactions médicamenteuses sévères (ex : acouphènes, névrite optique, allongement de l'intervalle QT ou myasthénie grave) existent avec les antiacides à base d'aluminium, les inhibiteurs de la cholinestérase, la cimétidine, la digoxine, les agents bloquants neuromusculaires, la warfarine et d'autres agents.
Son utilisation n'est plus recommandée aux États-Unis depuis 2009 et en France en 2012, après réévalué par l'ANSM, il est réservé aux crampes nocturnes de l'adulte, en cas d'échec des mesures non pharmacologiques.
La recherche envisage plusieurs mécanismes et options de traitement médicamenteux bloquant par exemple certains types d'activité électrique dans le muscle, dont par la mexilétine (inhibiteur des canaux sodiques) qui semble réduire le type de « surexcitabilité » musculaire aboutissant aux crampes, selon Michael Weiss, par exemple chez des patients souffrant de crampes induite par la SLA. D'autres piste explorées contre les crampes musculaires s'appuient sur le magnésium, le zinc, la 1-a-hydroxy vitamine D, la vitamine E, le chlorhydrate d'épérisone, l'albumine intraveineuse, les acides aminés à chaîne ramifiée, la taurine, la quinidine, la l-carnitine et le baclofène. La l-carnitine semble améliorer la détérioration du métabolisme énergétique et le baclofène limite certains dysfonctionnements nerveux. Des études supplémentaires doivent encore repérer les cibles mécanistes d'intérêt thérapeutique les plus efficaces.
Selon Michael Behringer et son équipe (2017), chez des patients souffrant d'au moins une crampe au mollet par semaine, une stimulation électrique neuromusculaire (NMES) du muscle (gastrocnémien) du mollet diminuent fortement le nombre (-78 % sur les mollets stimulés et -63 % pour les mollets non stimulés)) et l'intensité et les séquelles des crampes spontanées du mollet dans les semaines qui suivent. 
La « thérapie par ondes de choc extracorporelles » (ESWT, mise au point pour traiter les calculs, mais qui s'est montrée efficace contre les tendinites) fait aussi l'objet d'explorations comme traitement anti-crampes chez des patients souffrant de troubles dégénératifs lombaires (LDD), avec une fois tous les deux jours, durant quatre semaines, l'application de 2 000 chocs par séance, à une fréquence de 8 à 10 chocs par seconde ; selon les auteurs, « l'ESWT a une influence significative à long terme sur la réduction de la douleur, des crampes dans les jambes et sur l'amélioration de l'état fonctionnel général par rapport au programme d'amélioration motrice classique »,.  

### Croyances populaires
Les moyens suivants n'ont aucune efficacité démontrée : pain de savon de Marseille dans le lit ; aimants permanents, morceau de métal (ou bijoux en or) dans le lit, bouillottes ou vessies de glace, contention élastique, ainsi que les inhibiteurs calciques.[réf. nécessaire]
Les apports en vitamines semblent sans effet, sauf la vitamine K2, et peut-être la vitamine D mais sans preuves claires à ce jour.
Certains pensent que les crampes sont liées à la consommation de produits laitiers par des personnes intolérantes au lactose et proposent un régime en conséquence[source insuffisante].
Chez les Thaïs, la réduction des crampes des jambes dues au nerf sciatique est obtenue par une compression sur les deux branches du sciatique.[réf. nécessaire]

## Prévention
Les crampes musculaires du sportif peuvent souvent être prévenues par des mesures simples :
- s'échauffer avant tout exercice physique ;
- pratiquer dans des lieux sûrs (surface planes, gymnase, etc.) ;
- bien s'hydrater avant la pratique du sport ;
- être suivi par un professionnel du sport ou un médecin.

Les crampes nocturnes sont réputées pouvoir être évitées via une supplémentation en magnésium (par exemple en buvant des eaux riches en sels de magnésium, en mangeant des bananes, etc.). Ceci n'est pas scientifiquement confirmé, notamment pour « les personnes âgées souffrant de crampes musculaires squelettiques ». Pour « les crampes de repos associées à la grossesse », selon  Garisson et al. (2012), la littérature médicale est contradictoire et des recherches supplémentaires dans cette population de patients sont nécessaires. Cette équipe dit aussi n'avoir « trouvé aucun essai contrôlé randomisé évaluant le magnésium pour les crampes musculaires associées à l'exercice ou les crampes musculaires associées à un état pathologique (par exemple, la sclérose latérale amyotrophique/la maladie du motoneurone) ».
Chez les sportifs, une consommation d'aliments riches en potassium, vitamines et minéraux permettrait aussi de limiter l'apparition des crampes.